# Čipkice
Čipkice su etno ansambl. Osnovane su 2008. godine na radionici sevdaha s idejom o vokalnom ansamblu koji bi izvodio tradicijsku glazbu iz cijelog svijeta. Utemeljiteljica zbora te njegova prva umjetnička voditeljica i dirigentica bila je renomirana etno glazbenica, vokalistica Afiona Lidija Dokuzović. Od 2013. umjetnički voditelj Čipkica je etnolog Krunoslav Šokac, solist ansambla LADO.
Čipkice su svoj repertoar učile na raznim radionicama tradicijske glazbe te jedne od drugih. Repertoar izvode a cappella i/ili uz glazbenu pratnju. Često surađuju sa srodnim bendovima (Afion, Veja, Le Zbor, Kenkedenke, Naš mali Afro bend, Vuge). Nastupaju na festivalima, kulturnim (npr. otvorenjima izložbi, promocija knjiga) i humanitarnim priredbama te kulturno-aktivističkim prosvjedima (npr. manifestacija u sklopu Zelene akcije - akcija "Ne damo Varšavsku").
Ansambl je nastupao u HRT-ovu natjecanju Do posljednjeg zbora.

## Diskografija
- Čipkice (2017., vlastito izdanje), multinacionalni presjek etno pjesama s područja Hrvatske, Makedonije, Bugarske, Haitija, Škotske i Srbije[3][4]